# Silvana Rocco
Silvana Rocco (Trieste, 12 luglio 1920 – maggio 2004) è stata una cestista italiana.
Ha giocato una gara con la Nazionale italiana.

## Statistiche

### Cronologia presenze e punti in Nazionale
| Cronologia completa delle presenze e dei punti in Nazionale - Italia | Cronologia completa delle presenze e dei punti in Nazionale - Italia | Cronologia completa delle presenze e dei punti in Nazionale - Italia | Cronologia completa delle presenze e dei punti in Nazionale - Italia | Cronologia completa delle presenze e dei punti in Nazionale - Italia | Cronologia completa delle presenze e dei punti in Nazionale - Italia | Cronologia completa delle presenze e dei punti in Nazionale - Italia | Cronologia completa delle presenze e dei punti in Nazionale - Italia |
| Data                                                                 | Città                                                                | In casa                                                              | Risultato                                                            | Ospiti                                                               | Competizione                                                         | Punti                                                                | Note                                                                 |
| -------------------------------------------------------------------- | -------------------------------------------------------------------- | -------------------------------------------------------------------- | -------------------------------------------------------------------- | -------------------------------------------------------------------- | -------------------------------------------------------------------- | -------------------------------------------------------------------- | -------------------------------------------------------------------- |
| 09/01/1948                                                           | Parigi                                                               | Francia                                                              | 35 - 22                                                              | Italia                                                               | Amichevole                                                           | 2                                                                    | [ 2 ]                                                                |
| Totale                                                               |                                                                      | Presenze                                                             | 1                                                                    |                                                                      | Punti                                                                | 2                                                                    |                                                                      |

## Palmarès
- Campionato italiano: 1

Ilva Trieste: 1939-1940.